# Општина Арсура (Васлуј)
Арсура (рум. Arsura) општина је у Румунији у округу Васлуј.
Oпштина се налази на надморској висини од 192 m.